# Lisa Grimaldi
Lisa Grimaldi is een personage uit de Amerikaanse soap As the World Turns. Ze wordt al sinds 1960 gespeeld door Eileen Fulton.